# Carles Trullols i Clemente
Carles Trullols i Clemente   (Barcelona, 17 de setembre de 1948 - Barcelona, 12 d'abril de 2021) fou un jugador i entrenador d'hoquei sobre patins, considerat el millor porter del seu temps i un dels millors de la història.

## Trajectòria
Defensà els colors de Maristes Sant Joan, CP Magnetos (1965-1967), CE Vendrell (1967-1969), RCD Espanyol (1969-1971), Cerdanyola CH (1971-1975), CP Vilanova (1975-1977), però destacà especialment al FC Barcelona on romangué 6 temporades i guanyà 19 títols, incloent 6 Copes d'Europa i 5 Lligues espanyoles. També fou internacional amb la selecció espanyola en 193 ocasions, guanyant quatre cops el Campionat del Món i quatre més el d'Europa. Després de jugar un total de 18 temporades, el febrer de 1984 es retirà com a jugador en un partit d'homenatge al Palau Blaugrana i rebé la Medalla d'Or al Mèrit Esportiu, entregada per Romà Cuyàs, Secretari d'Estat per l'Esport.
Posteriorment fou seleccionador espanyol proclamant-se campió del món l'any 1989 a San Juan de la Frontera, Argentina. L'any 1972 es llicencià en dret i tingué diversos càrrecs en al Consell Català de l'Esport. També fou vicepresident de la Federació Espanyola de Patinatge l'any 1996 i, des de 2012, secretari del Tribunal Català de l'Esport. Morí la matinada del 12 d'abril de 2021 com a conseqüència de la COVID-19.

## Palmarès

### FC Barcelona
- 6 Copes d'Europa (1977-78, 1978-79, 1979-80, 1980-81, 1981-82, 1982-83)[2]
- 5 Lligues espanyoles (1977-78, 1978-79, 1979-80, 1980-81, 1981-82)
- 3 Copes del Rei / Copes espanyoles (1977-78, 1978-79, 1980-81)
- 4 Supercopes d'Europa (1979-80, 1980-81, 1981-82, 1982-83)
- 1 Copa Intercontinental (1983)

### Altres
- 3 Torneigs Victorià Oliveras de la Riva (1974, 1976, 1977)[2]
- 2 Campionats d'Espanya Juvenils (1964, 1965)
- 5 Campionats escolars (1961, 1962, 1963, 1964, 1965)

### Selecció espanyola
- 4 Campionats del Món (1970, 1972, 1976, 1980)[2]
- 4 Campionats d'Europa (1969, 1979, 1981, 1983)
- 1 Campionats d'Europa Júnior (1966)
- 6 Torneigs de les Nacions de Montreux (1967, 1971, 1975, 1976, 1978, 1980)